# Savannah Phillips
Savannah Anne Kathleen Phillips (Gloucester, Anglaterra; 29 de desembre del 2010) és la primera filla de Peter Phillips, el net gran de la Reina d'Anglaterra, i Autumn Patricia Kelly.
És la primera besneta de la reina Isabel II del Regne Unit i el seu marit el duc Felip d'Edimburg, i la primera neta de la princesa Anna, Princesa Real i el seu exmarit, el capità Phillips. Tot i que no té cap títol reial, es troba en la línia de successió al Tron Britànic, ocupant el 17è lloc.

## Biografia

### Naixement
Al juliol de 2010, el Palau de Buckingham va confirmar mitjançant un comunicat que Peter Phillips i Autumn Kelly estaven esperant el seu primer fill, el naixement estava previst per a desembre d'aquest mateix any.
Savannah Phillips va néixer al Gloucestershire Royal Hospital el dia 29 de desembre de 2010. Els seus pares Peter Phillips i Autumn Patricia Kelly, que es trobaven vivint a Hong Kong per motius de treball, es van traslladar a Anglaterra perquè el naixement de la petita es portés a terme allà.
En néixer, Savannah va ocupar la dotzena posició en la línia de successió al tron britànic. Després del naixement dels fills dels ducs de Cambridge, ha quedat relegada fins al quinzè lloc. Igual que la seva germana menor, Isla Phillips, Savannah posseeix la doble nacionalitat britànica i canadenca.

### Bateig
Savannah va ser batejada el 25 d'abril de 2011 a Avening, Gloucestershire, a l'església Holy Cross, prop de la llar de la princesa Anna a Gatcombe Park.

### Primers Anys
Igual que els seus pares, no és habitual veure a Savannah en actes oficials de la família reial. Al desembre de 2016 va acudir per primera vegada al servei religiós nadalenc a Sandringham, al costat de tota la família reial. En els últims anys, també ha aparegut en la tradicional salutació al balcó del Palau de Buckingham durant la celebració del Trooping the Colour.
El 12 d'octubre de 2018, va formar part del seguici nupcial en el casament de la princesa Eugènia del Regne Unit i Jack Brooksbank, al costat de la seva germana Illa i els seus cosins Jordi i Carlota de Cambridge i Mia Tindall.
Els seus pares es van separar l'any 2019.